# Кейси, Кен
Кен Кейси — бас-гитарист и вокалист бостонской кельтик-панк группы Dropkick Murphys.
Является фронтменом группы наряду с Элом Барром. По словам участников коллектива, вокал Барра напоминает пьяного посидельца ирландских пабов, а у Кейси голос похож на пирата, выпавшего из бочки рома. Кейси был одним из основателей группы в 1996 году совместно с Риком Бартоном и Майком Макколганом. Он является единственным членом первоначального состава Dropkick Murphys, хотя барабанщик Мэтт Келли присоединился к группе вскоре после её формирования в 1997 году. В настоящее время Кейси живёт в Хингем, штат Массачусетс со своей семьей. Песню «Boys on the Docks» Кен Кейси посвятил своему деду Джону Келли, представителю Союза Рабочих (которым посвящено множество песен группы) в середине века. Кен также является владельцем спорт-бара «McGreevy’s» в Бостоне вблизи Фенуэй. Бар получил хорошие отзывы как своей кухней, так и общей атмосферой в заведении. Он посвящён памяти главного болельщика «Бостон Ред Сокс» Майкла Т. Мак-Греви. Бар расположен на 911-й Бойлстон-стрит в Бостоне.
Выступил продюсером альбома «State of Discontent» стрит-панк группы The Unseen.
В начале 2009 года Кейси Кен создал «Кладдах Фонд». Это организация, участвующая в финансировании исследований раковых заболеваний, организации спортивных мероприятий для детей, а также оказывающая помощь ветеранам войны и помощь анонимным алкоголикам. Организации помогают многие известные люди, включая несколько бывших и нынешних игроков хоккейного клуба «Бостон Брюинз», такие как Милан Лучич, Шон Торнтон, Бобби Орр, Дон Суини, а также боец MMA Кенни Флориан и актёр Кевин Чэпмен.